# Stanisław Paździor (piłkarz)
Stanisław Paździor  (ur. 15 października 1944 w Andrychowie zm. 28 marca 2018 w Wałbrzychu), polski piłkarz, obrońca.
Paździor był wychowankiem Beskidu Andrychów. W połowie lat 60. grał w Cracovii, i krótko w Lubliniance. W 1966 został piłkarzem Górnika Wałbrzych, następnie Zagłębia z tego samego miasta i to w jego barwach wystąpił w kadrze. W reprezentacji zagrał tylko raz, 10 maja 1972, gdy Polska zremisowała ze Szwajcarią 0:0. Później grał w amerykańskich zespołach, karierę kończył jednak w Polsce.